# Aylett R. Cotton

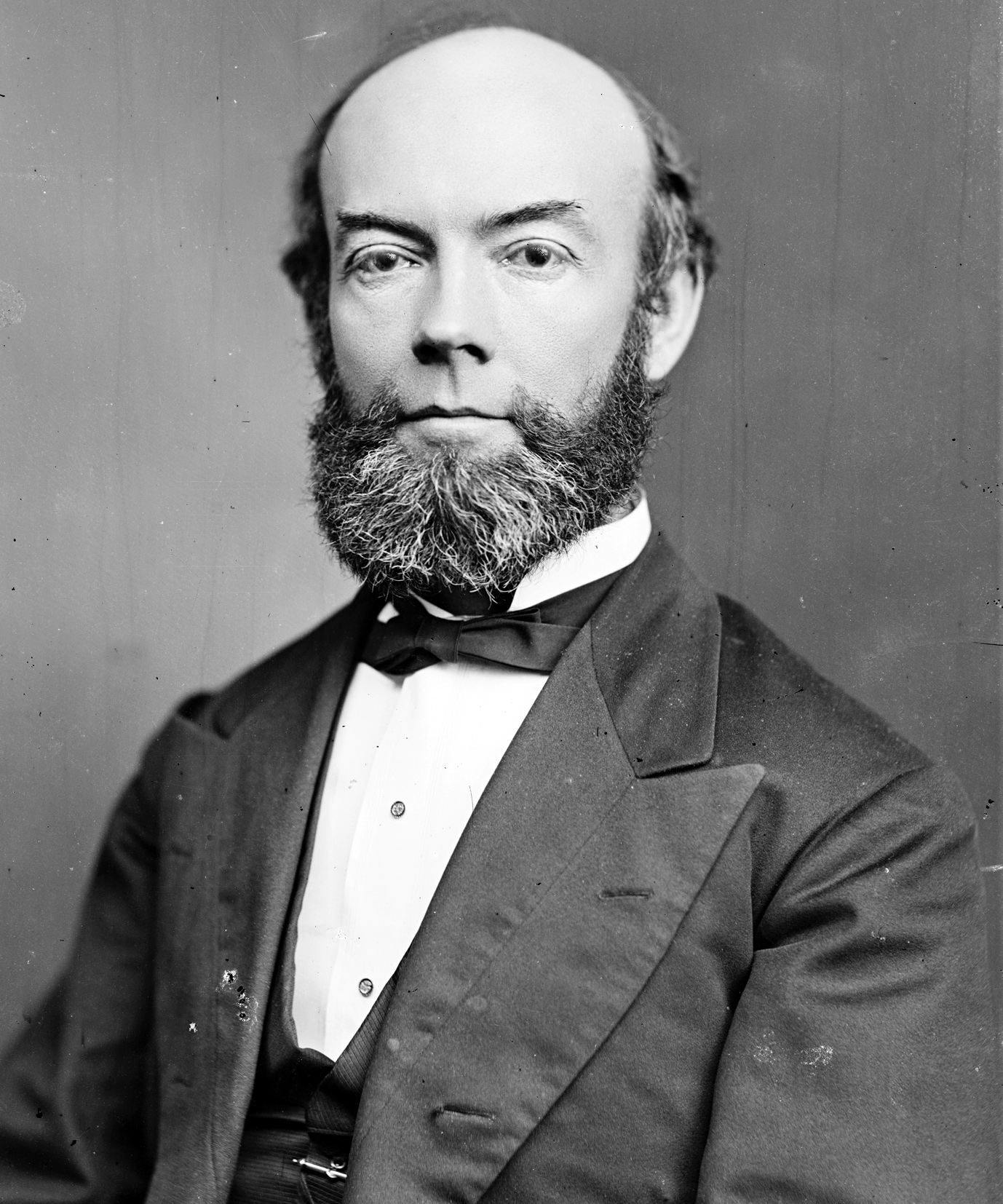
Aylett R. Cotton

Aylett Rains Cotton (* 29. November 1826 in Austintown, Ohio; † 30. Oktober 1912 in San Francisco, Kalifornien) war ein US-amerikanischer Politiker.
Aylett Cotton zog 1844 zusammen mit seinem Vater nach Iowa, wo sie sich nahe DeWitt im Clinton County niederließen. Cotton besuchte 1845 das Allegheny College in Meadville (Pennsylvania) und unterrichtete von 1845 bis 1847 an der Union Academy in Fayette County (Tennessee). Danach kehrte er nach Iowa zurück und studierte Jura. 1848 wurde er in die Anwaltschaft aufgenommen und praktizierte im Clinton County. Im Zuge des Goldrauschs ging er 1849 nach Kalifornien, um am Feather River Gold zu suchen. Cotton kehrte erst 1851 nach Iowa zurück und ließ sich in Lyons nieder. 1851 bis 1853 war er Bezirksrichter (County Judge) im Clinton County, bevor er im Jahr 1854 Staatsanwalt des Countys wurde. Danach übte er 1855 bis 1857 das Amt des Bürgermeisters der Stadt Lyons aus. Von 1868 bis 1870 gehörte er dem Repräsentantenhaus von Iowa an und fungierte dort zeitweise als Speaker.
Cotton wurde als Republikaner in den Kongress gewählt und vertrat dort vom 4. März 1871 bis zum 3. März 1875 den Bundesstaat Iowa im US-Repräsentantenhaus. Bei den Wahlen 1874 stand er nicht für eine erneute Kandidatur zur Verfügung. Cotton zog 1883 nach Kalifornien und betätigte sich dort in San Francisco als Rechtsanwalt. Dort starb er 1912 und wurde auf dem Woodlawn Cemetery im San Mateo County beigesetzt.